# Pierre Bouguer
Pour les articles homonymes, voir Bouguer.
Pierre Bouguer, né le 16 février 1698 au Croisic et mort le 15 août 1758 à Paris, est un mathématicien, physicien, géodésiste et hydrographe français.

## Biographie et contributions scientifiques
Son père, Jean Bouguer, l'un des meilleurs hydrographes de son époque, est professeur au Croisic et auteur d'un traité de navigation. En 1713, Pierre Bouguer est engagé pour succéder à son père. En 1727, il obtient un prix de l'Académie des sciences pour sa présentation Sur la meilleure manière de former et distribuer les mâts des bateaux et deux autres prix pour ses dissertations Sur la meilleure méthode pour observer l'altitude des étoiles en mer et Sur la meilleure méthode pour observer la variation de la boussole en mer, tenant compte de certaines anomalies de la pesanteur.

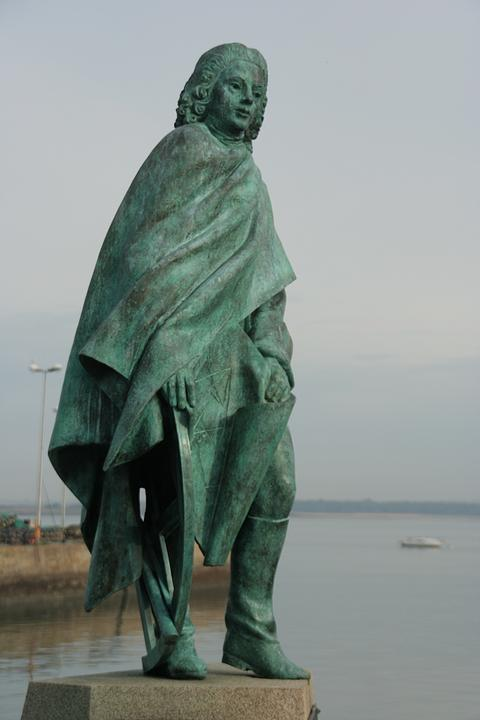
Statue de Pierre Bouguer sur le Port du Croisic sculptée par Jean Fréour.

En 1729, il publie un Essai d'optique sur la gradation de la lumière, dont l'objet est de définir la quantité de lumière perdue par le passage à travers une étendue donnée de l'atmosphère terrestre énonçant pour la première fois ce qui est appelé souvent la loi de Beer-Lambert et parfois, plus correctement, la loi de Bouguer. Il trouve que la lumière du Soleil est 300 000 fois plus intense que celle de la Lune. Cet essai est véritablement novateur. D'une part, c'est le premier compte rendu de mesures photométriques de luminance mais en plus, Bouguer y démontre le phénomène d'adaptation à la luminosité en donnant une valeur relative (de 1⁄64) au-dessous de laquelle la discrimination de deux intensités lumineuses différentes est impossible. Ce dernier résultat anticipe de deux siècles les travaux de la psychophysique, si bien que l'un des fondateurs de cette discipline, Ernst Weber, garde son nom pour désigner le rapport entre seuil de détection et intensité : c'est le rapport de Bouguer-Weber, aussi appelé seuil différentiel relatif.
En 1730, il est nommé professeur d'hydrographie au Havre, et succède à Pierre Louis Maupertuis comme géomètre associé à l'Académie des sciences. Il est également l'inventeur d'un héliomètre, amélioré ensuite par Joseph von Fraunhofer. Il est élu à l'Académie des sciences à la place de Maupertuis et s'établit à Paris.
En 1735, il vogue avec Charles Marie de La Condamine, Louis Godin, chef de l'expédition, et Joseph de Jussieu vers le Pérou, afin de mesurer un degré d'arc de méridien près de l'équateur. Dix années s'écoulent pour cette opération délicate dont le rapport est publié en 1749 dans Détermination de la Figure de la Terre. Lors de ce voyage, il fait des observations d'ordre gravimétrique en altitude et il met ainsi en évidence l'anomalie qui porte son nom. En 1746, il fait publier son œuvre magistrale Traité du navire, la première synthèse de l'architecture navale, où il explique l'utilisation du métacentre comme mesure de la stabilité des navires.  Presque tous ses écrits ultérieurs concernent la théorie de la navigation et de l'architecture navale. Bouguer devient membre de la Royal Society le 25 janvier 1750.
En mathématiques, Pierre Bouguer travaille sur les courbes dans le plan et étudie, le premier, la « courbe de poursuite » en 1732. Il introduit en 1734 les symboles {\displaystyle {\overset {>}{=}}} pour supérieur ou égal et {\displaystyle {\overset {<}{=}}} pour inférieur ou égal.

## Publications

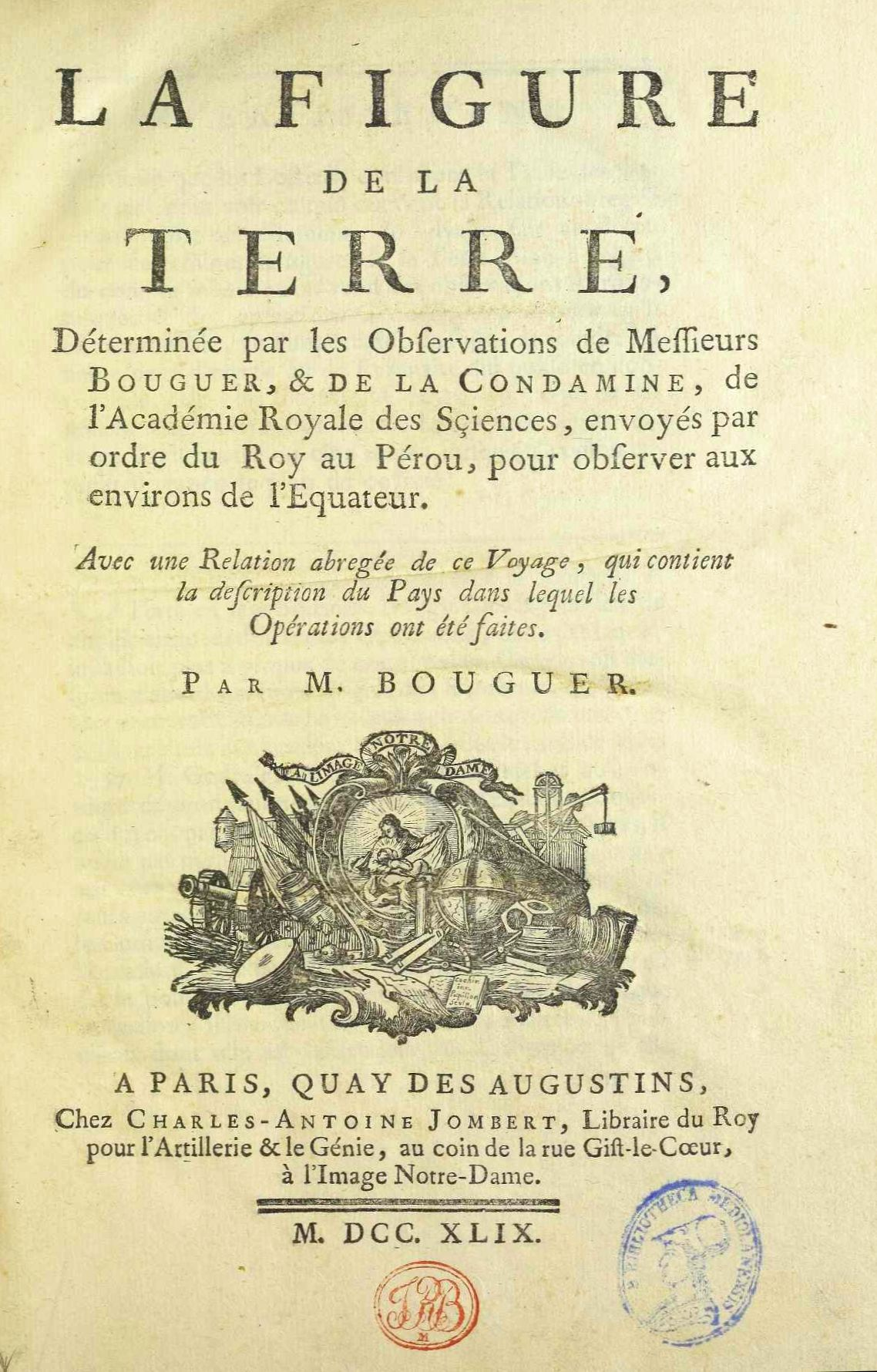
La Figure de la terre, 1749

- Entretiens sur la cause de l'inclinaison des orbites des planètes. Où l'on répond à la question proposée par l'Académie royale des sciences, pour le sujet du prix des années 1732 et 1734, 1724 — En ligne, l'édition de 1748
- De la mâture des vaisseaux, pièce qui a remporté le prix de l'Académie royale des sciences proposé pour l'année 1727, 1727
- Essai d'optique sur la gradation de la lumière, 1729
- Traité du navire, de sa construction et de ses mouvemens, 1746
- Nouveau Traité de navigation, contenant la théorie et la pratique du pilotage, revu et abrégé par l'abbé de Lacaille, 1753 — En ligne, l'édition de 1760.
- La figure de la Terre, déterminée par les observations de Messieurs Bouguer, et de La Condamine, de l'Académie royale des sciences, envoyés par ordre du Roy au Pérou, pour observer aux environs de l'équateur, avec une Relation abrégée de ce voyage, qui contient la description du pays dans lequel les opérations ont été faites, 1749
- De la Manœuvre des vaisseaux, ou Traité de méchanique et de dynamique ; dans lequel on réduit à des solutions très simples les problèmes de marine les plus difficiles, qui ont pour objet le mouvement du navire, 1757
- Traité d'optique sur la gradation de la lumière, publié par l'abbé de Lacaille, 1760 — Posthume

## Hommages
- Cratère Bouguer sur la Lune.
- Cratère Bouguer sur Mars.
- Astéroïde (8190) Bouguer.
- La promotion 1965–1966 de l'Hydro du Havre et de Sainte Adresse s'est appelée promotion Pierre Bouguer[4].
- Voies de circulation qui portent son nom : une rue, à Nantes ; une rue à Plouzané ; une allée à Vannes ; un passage, une rue a Strasbourg et une rue au Croisic.

### Sources et bibliographie
- Jean-Paul Grandjean de Fouchy, Éloge de M. Bouguer, dans Histoire de l'Académie royale des sciences - Année 1758, Imprimerie royale, Paris, 1762, p. 127-136 (lire en ligne)
- G. Perrier, Histoire des pyramides de Quito, dans Journal de la Société des Américanistes, 1943, Volume 35, no 1, p. 91-122 (lire en ligne)
- Roland Lamontagne (préf. René Taton), La vie et l'œuvre de Pierre Bouguer, Paris, Presses universitaires de France, 1964, 100 p. (BNF 33069785)
- Jean-Edouard Morère, La photométrie : les sources de l'Essai d'Optique sur la gradation de la lumière de Pierre Bouguer, 1729, dans Revue d'histoire des sciences et de leurs applications, 1965, Volume 18, no 4, p. 337-384 (lire en ligne)
- Gilles Maheu, Bibliographie de Pierre Bouguer (1698-1758), dans Revue d'histoire des sciences et de leurs applications, 1966, Volume 19, no 3, p. 193-205 (lire en ligne)
- Gilles Maheu, La vie scientifique au milieu du XVIIIe siècle : Introduction à la publication des lettres de Bouguer à Euler, dans Revue d'histoire des sciences et de leurs applications, 1966, Volume 19, no 3, p. 206-224 (lire en ligne)
- Roland Lamontagne, Lettres de Bouguer à Euler. Publication et notes, dans Revue d'histoire des sciences et de leurs applications, 1966, Volume 19, no 3, p. 225-246 (lire en ligne)
- Florence Trystam, Le procès des étoiles. Récit de la prestigieuse expédition de trois savants français en Amérique du Sud et des mésaventures qui s'ensuivirent (1735-1771), Seghers, 1979  (ISBN 9782232118623), 2e édition  (ISBN 9782232101762)
- Danielle Fauque, Les origines de l'héliomètre, dans Revue d'histoire des sciences, 1983, Volume 36, no 2, p. 153-171 (lire en ligne)
- Pierre Bouguer, un savant breton au XVIIIe siècle, actes de la journée d'études sur La vie et l'œuvre de Pierre Bouguer (1698-1758), tenue le 9 mai 1998 au Croisic et organisée par l'Institut culturel de Bretagne avec la Société des amis du Croisic, publié en 2002.
- Danielle Fauque, Du bon usage de l'éloge : Cas de celui de Pierre Bouguer / On the good use of eulogies : The case of Pierre Bouguer, dans Revue d'histoire des sciences, 2001, Volume 54, no 3, p. 351-382 (lire en ligne)
- Danielle Fauque, « Pierre Bouguer et l'« affaire du jaugeage », 1721-1726 », Revue d'histoire des sciences, 1/2010 (t. 63) , p. 23–66 DOI 10.3917/rhs.631.0023
- Danielle Fauque, « Introduction. Pierre Bouguer, figure emblématique ou savant singulier ? », dans Revue d'histoire des sciences 2010/1, t. 63, p. 5–21 DOI 10.3917/rhs.631.0005
- Larrie D. Ferreiro, Pierre Bouguer and the solid of least resistance, dans Revue d'histoire des sciences 2010/1, t. 63, p. 93–119 (lire en ligne)
- Guy Boistel, Pierre Bouguer, commissaire pour la marine et expert pour les longitudes : Un opposant au développement de l’horlogerie de marine au XVIIIe siècle ?, dans Revue d'histoire des sciences 2010/1, t. 63, p. 121–159 (lire en ligne)